# Johannes Steinhoff
Johannes Steinhoff, född 15 september 1913 i Bottendorf, död 21 februari 1994 i Wachtberg, var ett av tyska Luftwaffes flygaräss under andra världskriget. Efter andra världskriget blev han general inom Bundeswehr.

## Biografi
Efter studier i Jena gick Steinhoff med i Kriegsmarine som sjöflygare innan han 1936 gick över till det återskapade Luftwaffe där han utbildades till jaktflygare. Under kriget var Steinhoff rotekapten och deltog i västfälttåget 1940, Slaget om Storbritannien och Operation Barbarossa. Han flög 900 gånger under kriget varav han i 200 var i luftstrid. Han skadades svårt vid en misslyckad start i München den 18 april 1945 och fick brännskador i ansiktet. 

### Efterkrigstiden
Under 1950-talet var Steinhoff med och byggde upp Västtysklands flygvapen Luftwaffe. Steinhoff ledde som brigadgeneral den underavdelning inom Försvarsministeriet som 1957 blev Luftwaffes försvarsstab. Han hade då bakom sig en vidareutbildning i USA med amerikanska stridsflygplan 1956. År 1966 tog han över som chef, inspektör, för Luftwaffe inom Bundeswehr i samband med Starfighteraffären. 
År 1970 valdes Steinhoff till ordförande i Natos militära utskott och befordrades till fyrstjärnig general. Han lämnade tjänsten 1974 och det militära livet för att istället vara med i Dorniers styrelse. År 1977 blev han styrelseordförande, en post han beklädde fram till 1983. 

## Utmärkelser i urval
- Riddarkorset av Järnkorset med eklöv och svärd
- Storofficer av Förbundsrepubliken Tysklands förtjänstorden med kraschan
- Legion of Merit
- Kommendör av Hederslegionen

### Webbkällor
- Miller, Michael D.; Collins, Gareth. ”Oberst der Luftwaffe” (på engelska). Axis Biographical Research. Arkiverad från originalet den 1 maj 2014. https://archive.today/20140501204208/http://www.geocities.com/~orion47/WEHRMACHT/LUFTWAFFE/Oberst-LW_Q-Z.html. Läst 1 maj 2014.